# Condado de McCook
O Condado de McCook é um dos 66 condados do Estado americano da Dakota do Sul. A sede do condado é Salem, e sua maior cidade é Salem. O condado possui uma área de 1 495 km² (dos quais 7 km² estão cobertos por água), uma população de 5 832 habitantes, e uma densidade populacional de 4 hab/km² (segundo o censo nacional de 2000).